# (33399) Emilyann
1999 CC59 (asteroide 33399) é um asteroide da cintura principal. Possui uma excentricidade de 0.09618150 e uma inclinação de 4.47343º.
Este asteroide foi descoberto no dia 10 de fevereiro de 1999 por LINEAR em Socorro.